# Горки (Невельский район)
Горки — деревня в Невельском районе Псковской области России. Входит в состав сельского поселения «Лобковская волость».
Находится в 5 верстах северо-западнее деревни Усово и в 14 верстах к юго-востоку от города Невель. Рядом с деревней находится небольшое озерко Кареченка.

## Население
Численность населения деревни на конец 2000 года составляла 3 жителя.